# Ostbevern
Ostbevern – miejscowość i gmina w zachodnich Niemczech, w kraju związkowym Nadrenia Północna-Westfalia, w rejencji Münster, w powiecie Warendorf.

## Współpraca
Miejscowość partnerska:
- Loburg – dzielnica Möckern, Saksonia-Anhalt